# Linky Boshoff
Delina Ann „Linky” Boshoff–Mortlock (ur. 12 marca 1956 w Queenstown) – południowoafrykańska tenisistka. Mistrzyni wielkoszlemowego US Open 1976 w grze podwójnej, finalistka French Open 1976 w grze mieszanej, reprezentantka kraju w Pucharze Federacji. Boshoff była znana ze swojej wytrwałości, taktycznej gry i temperamentu podczas meczów, zawsze dawała z siebie wszystko. „Uwielbiam konkurować – powiedziała – ale nie sądzę, żeby chodziło o wygrywanie i przegrywanie. Chodzi o stawienie czoła wyzwaniu najlepiej jak potrafisz i poczucie spełnienia, bez względu na wynik”.

## Kariera tenisowa
Linky Boshoff na koniec marca 1972 roku wygrała swój inauguracyjny mecz seniorski w pierwszej rundzie zawodów w Johannesburgu z Marianne Kindler 6:3, 6:4. Odpadła w kolejnym spotkaniu z Susan Minford 1:6, 0:6. W 1973 roku rozpoczęła regularne starty w zawodach tenisowych. Pierwszy raz w turnieju poza rodzinnym krajem wystartowała w Bournemouth, w maju 1973 roku. Doszła tam aż do trzeciej rundy, odpadając po porażce z cztery lata starszą Wendy Turnbull 3:6, 4:6. Dwa tygodnie później, podczas turnieju w Surbiton w grze pojedynczej awansowała do ćwierćfinału. W turnieju gry podwójnej, w parze ze swoją stałą partnerką Ilaną Kloss triumfowały, w decydującym meczu pokonując Ann Kiyomurę i Peggy Michel 7:5, 6:2. Boshoff miała wówczas zaledwie 16 lat 6 miesięcy i 21 dni i została drugą najmłodszą triumfatorką turnieju deblowego w Erze Open tenisa (zaraz za Kloss, która triumfowała rok wcześniej w wieku 16 lat 2 miesięcy i 19 dni). Rekord obu pań pobiła dopiero pięć lat później Pam Shriver, która wygrała w Chichester w wieku 15 lat 11 miesięcy i 14 dni.
W czerwcu wystąpiła w Beckenham, gdzie odpadła w trzeciej rundzie gry pojedynczej z drugą zawodniczką turnieju Julie Heldman 5:7, 6:3, 3:6, a w deblu w półfinale z późniejszymi mistrzyniami Maryną Kroszyną i Olgą Morozową 6:3, 6:8, 6:8. Podczas Wimbledonu wystąpiła zarówno w kategorii juniorek, jak i seniorek. Wśród dorosłych odpadła w drugiej rundzie singla i debla, za to w młodzieżowym turnieju doszła aż do finału gry pojedynczej. Przegrała w nim z Ann Kiyomurą 4:6, 5:7, ale rundę wcześniej pokonała swoją rówieśniczkę Martinę Navrátilovą 6:3, 7:5.
Na kolejny występ czekała aż do listopada 1973 roku, kiedy to wystartowała w turnieju w Johannesburgu. W rozgrywkach indywidualnych w trzeciej rundzie pokonała Ann Kiyomurę 6:4, 6:2, a została powstrzymana w ćwierćfinale przez Evonne Goolagong 0:6, 6:7. Jeszcze lepiej poradziła sobie w deblu z Kloss, gdyż wygrały cały turniej, pokonując w decydującym meczu Chris Evert i Virginię Wade 7:6, 2:6, 6:1.
Sezon 1974 rozpoczęła dopiero od maja, kiedy to osiągnęła trzecią rundę singla (porażka z Sue Barker 5:7, 8:6, 2:6) i półfinał debla (w parze z Pat Walkden-Pretorius) w Bournemouth. Tydzień później wystąpiła w Rzymie. W grze podwójnej ponownie doszła z Walkden-Pretorius do półfinału, w którym przegrały z pierwszą parą turnieju Chris Evert i Olgą Morozową 3:6, 4:6. W grze pojedynczej odpadła w trzeciej rundzie w meczu przeciwko swojej deblowej partnerce – 3:6, 6:3, 2:6. Premierowy wielkoszlemowy start w Paryżu nie udał się młodej reprezentantce RPA, która odpadła w pierwszej rundzie z Heide Orth 6:3, 5:7, 5:7. Tydzień później w Beckenham wyrównała swój ubiegłoroczny rezultat i doszła do 1/8 finału, ulegając w nim Christine Janes 3:6, 6:7. Podczas Wimbledonu 1974 nastąpił przełom w grze siedemnastoletniej tenisistki. W pierwszym meczu singla wygrała z Sue Barker 6:0, 9:7, w drugim z Michèle Gurdal 6:3, 7:5, w trzeciej rundzie odprawiła Helen Gourlay 6:3, 5:7, 9:7, a w czwartej pokonała czwartą zawodniczkę turnieju Rosie Casals 6:2, 6:3. Odpadła dopiero w ćwierćfinale ze starszą o jedenaście lat Virginią Wade 3:6, 2:6. W deblu wspólnie z Kloss uległy w trzeciej rundzie rozstawionym z numerem drugim Françoise Durr i Betty Stöve 6:2, 3:6, 4:6. Durr powstrzymała Boshoff również w mikście, eliminując ją grającą z Derekiem Schroderem 2:6, 6:8 (Francuzka występowała z Tonym Roche). Występ na londyńskich kortach był ostatnim w sezonie dla młodej tenisistki. Po nim została sklasyfikowana na ósmym miejscu w rankingu światowym.
Wystartowała dopiero na przełomie stycznia i lutego 1975 roku w Waszyngtonie. Po tak długiej przerwie nie był to udany występ, gdyż przegrała w pierwszej rundzie singla i debla. Pierwsze mecze wygrała dopiero w marcu w Bostonie. W grze pojedynczej pokonała Pam Teeguarden 6:7, 6:4, 7:6 (odpadła w drugiej rundzie z Margaret Smith Court 3:6, 1:6), a w podwójnej, razem z Ilaną Kloss, Mimę Jaušovec i Ann Kiyomurę 6:1, 3:6, 6:3 (porażka w drugim meczu z Chris Evert i Martiną Navrátilovą 1:6, 6:7(4)). Później grała ze zmiennym szczęściem, aż do turnieju w Bournemouth, gdzie wspólnie z Greer Stevens awansowała do finału. W drugiej połowie maja osiągnęła indywidualnie ćwierćfinał dużego turnieju w Hamburgu, a w parze z Pam Teeguarden zaszła rundę dalej. Podczas zawodów w Rzymie osiągnęła ten sam poziom w grze pojedynczej, co w Hamburgu, lecz tym razem powstrzymała ją Navrátilová 0:6, 4:6. Zmagania na wielkoszlemowych kortach w Paryżu zakończyła rundę dalej niż przed rokiem – porażka w drugim meczu z Sue Barker 2:6, 1:6.
W czerwcu w Beckenham w parze z Patti Hogan pokonała w finale gry podwójnej doświadczony australijski duet Judy Tegart Dalton – Karen Krantzcke 3:6, 9:7, 7:5. W singlu odpadła jednak już w pierwszym meczu. W trzeciej rundzie Wimbledonu Rosie Casals zrewanżowała się za porażkę sprzed roku i wyeliminowała Boshoff z turnieju 2:6, 1:6. Na tym samym etapie odpadła z Kloss w deblu – porażka z Margaret Smith Court i Virginią Wade 2:6, 4:6. Dwa tygodnie później osiągnęła największy sukces w dotychczasowej karierze – w Gstaad po raz pierwszy osiągnęła finał seniorskiego turnieju tenisowego. W decydującym meczu musiała uznać jednak wyższość Glynis Coles, z którą przegrała 7:9, 6:2, 6:8. Porażkę powetowała sobie w grze podwójnej, w której niespełna dziewiętnastoletniej Boshoff partnerowała starsza o dwadzieścia jeden lat Lea Pericoli. W meczu mistrzowskim pokonały Coles i Belindę Thompson 7:5, 6:1. Pericoli wygrywając zawody ustanowiła bezprecedensowy wynik – triumfowała w turnieju w wieku 40 lat 3 miesięcy i 23 dni, co okazało się niepobitym rekordem przez kolejne trzydzieści jeden lat, aż do wygranej Martiny Navrátilovej w Montrealu w 2006 roku w wieku 49 lat 10 miesięcy i 2 dni.
We wrześniu w US Open w grze pojedynczej odpadła w trzecim meczu z Kazuko Sawamatsu 2:6, 5:7, a w parze z Kloss rundę wcześniej. Na koniec miesiąca, w Palm Springs, w drabince singla została rozstawiona z numerem czwartym. Mimo uprzywilejowanej sytuacji odpadła już w trzeciej rundzie z Betty-Ann Stuart 0:6, 4:6. Na etapie ćwierćfinału zakończyła zmagania tydzień później w Phoenix, po porażce z Virginią Wade 4:6, 6:4, 4:6. W połowie października na tym samym etapie młodą reprezentantkę RPA powstrzymała Chris Evert 2:6, 2:6. Pierwszy oficjalny komputerowy ranking WTA w grze pojedynczej został opublikowany 4 listopada 1975 roku (był jednocześnie rankingiem na koniec roku). Dzięki bardzo solidnym występom została w nim sklasyfikowana na osiemnastym miejscu. Na zakończenie sezonu Boshoff wystąpiła w listopadzie w Johannesburgu, gdzie została rozstawiona z numerem drugim. Odpadła dopiero w półfinale z rodaczką Annette Du Plooy 6:7, 3:6. Porażkę w singlu powetowała sobie zwycięstwem w zmaganiach gry podwójnej – wspólnie z Kloss pokonały Laurę DuPont i Sharon Walsh 4:6, 6:3, 6:3.
Rok 1976 rozpoczęła od amerykańskich turniejów w parze z Brigitte Cuypers, lecz bez dobrych wyników szybko ta współpraca została zakończona. Na koniec marca wróciła do swojej stałej partnerki Ilany Kloss i od razu osiągnęły ćwierćfinał w Filadelfii – porażka z pierwszą parą turnieju Olga Morozowa – Virginia Wade 2:6, 6:7(2). Później w maju wygrały wszystkie turnieje deblowe, w których startowały: Amelia Island, Bournemouth (indywidualnie pokonała w ćwierćfinale Wendy Turnbull 6:4, 6:3, a odpadła w kolejnej rundzie z Sue Barker), Hamburg i Rzym. Później osiągnęły półfinał French Open, eliminując w ćwierćfinale rozstawione z numerem pierwszym Billie Jean King i Betty Stöve 6:4, 3:6, 6:2. W grze pojedynczej została rozstawiona z numerem szóstym, lecz osiągnęła tylko drugą rundę. W mikście u boku Colina Dowdeswella doszła do finału. Po drodze wyeliminowali takie pary jak Virginia Ruzici – Jean-Louis Haillet 6:4, 6:3, Wendy Turnbull – Colin Dibley 3:6, 6:3, 6:2 i Gail Chanfreau – Patrice Beust 7:6, 7:5. W decydującym meczu musieli uznać wyższość Kloss i Kima Warwicka 7:5, 6:7, 2:6. Podczas Wimbledonu w deblu wyrównała osiągnięcie z Paryża, odpadając dopiero w przedostatnim meczu turnieju – młode tenisistki z Południowej Afryki uległy parze Chris Evert – Martina Navrátilová 6:8, 6:8. Rundę wcześniej odprawiły inne bardziej utytułowane od siebie zawodniczki – Rosie Casals i Françoise Durr wynikiem 6:1, 6:3. W singlu przegrała w pierwszym meczu z Patti Hogan 4:6, 7:5, 2:6. W sierpniu para triumfowała w prestiżowych zawodach w Indianapolis, by w kolejnym występie odnieść największy sukces w karierze. Na początku września zostały rozstawione z numerem piątym w ostatnim w roku turnieju wielkoszlemowym. Na nowojorskich kortach w ćwierćfinale doszło do ponownej konfrontacji zespołów Boshoff–Kloss z King–Stöve i ponownie lepsze okazały się młodsze tenisistki z RPA (ten sam etap co na French Open, te same zespoły oraz ten sam wynik 6:4, 3:6, 6:2). W półfinale pokonały Mimę Jaušovec i Virginię Ruzici 6:1, 7:6, a w meczu mistrzowskim nie pozostawiły złudzeń Oldze Morozowej i Virginii Wade 6:1, 6:4. W grze indywidualnej Boshoff odpadła już w pierwszej rundzie z Betsy Nagelsen 5:7, 3:6. Wygrywając US Open w deblu stała się jego najmłodszą triumfatorką w Erze Open (w singlu wynik ten poprawiła trzy lata później Tracy Austin, a w grze podwójnej dopiero w 1998 roku Martina Hingis). W październiku 1976 roku Billie Jean King i Betty Stöve zrewanżowały się Boshoff i Kloss w finale turnieju w Phoenix 2:6, 1:6. W singlu przegrała w trzeciej rundzie z Evert. W listopadzie w Johannesburgu w grze pojedynczej przegrała w pierwszej rundzie z Valerie Ziegenfuss 4:6, 6:0, 5:7, będąc rozstawioną z „trójką”. W deblu odpadła w półfinale z Laurą DuPont i ponownie Ziegenfuss 3:6, 6:3, 3:6. Dokładnie te same poziomy osiągnęła tydzień później w Sydney: pierwsza runda singla – z Evonne Goolagong 0:6, 1:6 i półfinał debla z Françoise Durr i Ann Kiyomurą 3:6, 2:6. Na koniec roku, w grudniu, reprezentantki RPA osiągnęły jeszcze finał turnieju w Melbourne. Nie było wówczas prowadzonego oficjalnego rankingu deblowego, ale według różnych źródeł po serii powyższych sukcesów została sklasyfikowana na pierwszym miejscu rankingu WTA. W zestawieniu singlistek na koniec roku spadała na 46. pozycję.
W 1977 roku wystartowała w początkowej halowej części sezonu rozgrywanej w Stanach Zjednoczonych. Mimo znakomitego poprzedniego sezonu początek nowego nie należał do udanych – w Waszyngtonie przegrała w pierwszej rundzie gry podwójnej (w parze z Ilaną Kloss), a w singlu w trzeciej z Virginią Wade 0:6, 2:6. W Minneapolis przegrała w pierwszym meczu w singlu i deblu (z inną partnerką – Marise Kruger). W Seattle i Chicago wygrała po jednym meczu w deblu (ponownie z Kloss), indywidualnie odpadała po pierwszym spotkaniu. W marcu w Dallas doszły już do półfinału (porażka z Kerry Reid i Greer Stevens 2:6, 4:6), a w grze pojedynczej wreszcie wygrała dwa mecze – odpadła w trzeciej rundzie z Sue Barker 7:5, 0:6, 3:6. Powrót do stałej partnerki przyniósł oczekiwany rezultat podczas dużego turnieju w maju w Hamburgu, w którym doszły do finału, a w nim triumfowały mimo przegrania pierwszego seta – pokonały Reginę Maršíkovą i Renátę Tomanovą 2:6, 6:4, 7:5. Para Boshoff–Kloss została rozstawiona z numerem pierwszym podczas French Open 1977, jednak odpadła już w ćwierćfinale z Reginą Maršíkovą i Pam Teeguarden 6:7, 7:5, 4:6. Indywidualnie odzyskała jednak pewność siebie, dochodząc po raz pierwszy w Paryżu do ćwierćfinału.
Podczas Wimbledonu ponownie dobrze zaprezentowała się w singlu. W drugiej rundzie wygrała z Lesley Hunt 6:3, 6:2, w trzeciej pokonała z rozstawioną z numerem jedenastym Françoise Durr 6:3, 9:7, a odpadła dopiero w czwartej po zaciętym meczu z „szóstką” Rosie Casals 6:8, 3:6. Rozstawiona z Kloss z numerem trzecim w deblu ponownie doszły do ćwierćfinału. W sierpniu w Indianapolis przegrała indywidualnie w pierwszej rundzie, za to w deblu obroniła zwycięstwo sprzed roku. Dobrą formę utrzymały w kolejnym tygodniu triumfując w prestiżowym turnieju w Toronto, gdzie w finale pokonały pewnie Rosie Casals i Evonne Goolagong Cawley 6:2, 6:3.
Obrona tytułu podczas US Open całkowicie tenisistkom z RPA się nie udała, gdyż odpadły już w drugiej rundzie. Przegrały z parą Mima Jaušovec i Virginia Ruzici 4:6, 6:3, 4:6. Miesiąc później wygrały turniej w Palm Harbor, w którego finale pokonały Brigitte Cuypers i Marise Kruger 6:7, 6:2, 6:2. Odpadły w pierwszej rundzie w Atlancie, by tydzień później dojść do półfinału w Phoenix i finału w San Juan (przegrały w nim z Rosie Casals i Billie Jean King 6:4, 2:6, 3:6). Na przełomie lat siedemdziesiątych i osiemdziesiątych rozgrywane były dwa turnieje mistrzyń kończące rozgrywki, ze względu na dwóch tytularnych sponsorów odpowiedzialnych za różne części sezonu: Colgate (Toyota w latach 1980–1982) Series Championships oraz Virginia Slims (Avon w latach 1979–1982) Championships, później WTA Finals. W listopadzie Linky Boshoff i Ilana Kloss zakwalifikowały się do turnieju kończącego sezon z cyklu Colgate Series Championships, jako jedna z czterech najlepszych par sezonu. Przegrały jednak w pierwszym meczu z Françoise Durr i Virginią Wade 0:6, 6:7. Na zakończenie roku Boshoff ponownie wystartowała w turnieju w Johannesburgu. W drugiej rundzie gry pojedynczej trafiła na swoją deblową partnerkę Ilanę Kloss, od której okazała się zdecydowanie lepsza wygrywając 6:1, 6:0. W półfinale wyeliminowała trzecią zawodniczkę turnieju Yvonne Vermaak 6:2, 6:3, wyrównując swój najlepszy rezultat singlowy w zawodowym turnieju. Nie poprzestała na tym i w meczu mistrzowskim nie dała szans Brigitte Cuypers 6:4, 6:1. W rywalizacji deblistek wspólnie z Kloss pokonały w finale rodaczki Cuypers i Marise Kruger 5:7, 6:3, 6:3. Mimo iż brak jest szczegółowych danych na temat turnieju gry mieszanej Linky Boshoff wygrała wówczas potrójną koronę zawodów. Występ ten podsumowała „Dla mnie to było moje najlepsze osiągnięcie tenisowe”. Dzięki temu wynikowi została szóstą kobietą, która w Erze Open wygrała wszystkie trzy kategorie w jednym turnieju (obok Margaret Smith Court, Annette Du Plooy, Billie Jean King, Evonne Goolagong i Judy Tegart Dalton), później dokonała tego już tylko Martina Navrátilová.
Jak się później okazało triumf w Johannesburgu był ukoronowaniem kariery południowoafrykańskiej tenisistki, która od sezonu 1978 zaprzestała występów, kończąc zawodową karierę w wieku zaledwie dwudziestu jeden lat. „Jestem wdzięczna za decyzję, którą podjęłam w wieku 21 lat. Miałam to, co najlepsze z obu światów” – podsumowała.
Przez zaledwie pięć sezonów profesjonalnej kariery zwyciężyła w szesnastu turniejach deblowych, z czego aż czternaście wygrała z Ilaną Kloss. Wynik ten był wówczas piątym rezultatem w Erze Open (więcej turniejów do końca 1977 roku wygrały wspólnie tylko Rosie Casals i Billie Jean King – 55, Françoise Durr i Betty Stöve – 22, Margaret Smith Court i Judy Tegart Dalton – 21 oraz Smith Court i Virginia Wade – 19).

## Życie prywatne
Zakończyła karierę sportową, aby rozpocząć studia informatyczne na Uniwersytecie w Port Elizabeth. Po ukończeniu studiów pracowała jako konsultant maklerski. W 1982 roku wyszła za mąż za Petera Mortlocka, studenta architektury, którego poznała na uniwersyteckich kortach tenisowych. Mają trójkę dzieci i pięcioro wnucząt. Jej kuzynka, Karin Boshoff, również grała profesjonalnie w tenisa, a teraz prowadzi własną akademię.

## Historia występów wielkoszlemowych
Legenda
     W, wygrany turniej
     F, przegrana w finale
     SF, przegrana w półfinale
     QF, przegrana w ćwierćfinale
     xR, przegrana w x rundzie
      A, brak startu
     NH, turniej się nie odbył
Turniej Australian Open odbył się dwukrotnie w 1977 roku (styczeń i grudzień), za to nie został rozegrany w 1986.

### Występy w grze pojedynczej
| Australian Open        | A                   | A                   | A                   | A  | A  | A  | A  | 0 / 0  | 0 – 0   |  |  |  |  |  |  |  |  |  |  |  |  |  |  |  |  |  |  |
| French Open            | A                   | A                   | 1R                  | 2R | 2R | QF | QF | 0 / 4  | 5 – 4   |  |  |  |  |  |  |  |  |  |  |  |  |  |  |  |  |  |  |
| Wimbledon              | A                   | 2R                  | QF                  | 3R | 1R | 4R | 4R | 0 / 5  | 10 – 5  |  |  |  |  |  |  |  |  |  |  |  |  |  |  |  |  |  |  |
| US Open                | A                   | A                   | A                   | 3R | 1R | 1R | 1R | 0 / 3  | 2 – 3   |  |  |  |  |  |  |  |  |  |  |  |  |  |  |  |  |  |  |
|                        |                     |                     |                     |    |    |    |    |        |         |  |  |  |  |  |  |  |  |  |  |  |  |  |  |  |  |  |  |
| Ranking na koniec roku | nie był publikowany | nie był publikowany | nie był publikowany | 18 | 46 | 43 | 43 | 0 / 12 | 17 – 12 |  |  |  |  |  |  |  |  |  |  |  |  |  |  |  |  |  |  |

### Występy w grze podwójnej
| Australian Open        | A                           | A                           | A                           | A                           | A                           | A                           | A                           | 0 / 0  | 0 – 0   |  |  |  |  |  |  |  |  |  |  |  |  |  |  |  |  |  |  |  |  |  |  |  |  |  |  |  |  |
| French Open            | A                           | A                           | A                           | 1R                          | SF                          | QF                          | QF                          | 0 / 3  | 4 – 3   |  |  |  |  |  |  |  |  |  |  |  |  |  |  |  |  |  |  |  |  |  |  |  |  |  |  |  |  |
| Wimbledon              | A                           | 2R                          | 3R                          | 3R                          | SF                          | QF                          | QF                          | 0 / 5  | 10 – 5  |  |  |  |  |  |  |  |  |  |  |  |  |  |  |  |  |  |  |  |  |  |  |  |  |  |  |  |  |
| US Open                | A                           | A                           | A                           | 2R                          | W                           | 2R                          | 2R                          | 1 / 3  | 7 – 2   |  |  |  |  |  |  |  |  |  |  |  |  |  |  |  |  |  |  |  |  |  |  |  |  |  |  |  |  |
|                        |                             |                             |                             |                             |                             |                             |                             |        |         |  |  |  |  |  |  |  |  |  |  |  |  |  |  |  |  |  |  |  |  |  |  |  |  |  |  |  |  |
| Ranking na koniec roku | Ranking nie był publikowany | Ranking nie był publikowany | Ranking nie był publikowany | Ranking nie był publikowany | Ranking nie był publikowany | Ranking nie był publikowany | Ranking nie był publikowany | 1 / 11 | 21 – 10 |  |  |  |  |  |  |  |  |  |  |  |  |  |  |  |  |  |  |  |  |  |  |  |  |  |  |  |  |

### Występy w grze mieszanej
| Australian Open | Turniej nie był rozgrywany | Turniej nie był rozgrywany | Turniej nie był rozgrywany | Turniej nie był rozgrywany | Turniej nie był rozgrywany | Turniej nie był rozgrywany | 0 / 0 | 0 – 0  |  |  |  |  |  |  |  |
| French Open     | A                          | A                          | A                          | A                          | F                          | A                          | 0 / 1 | 3 – 1  |  |  |  |  |  |  |  |
| Wimbledon       | A                          | 4R                         | 4R                         | 3R                         | 1R                         | 2R                         | 0 / 5 | 6 – 5  |  |  |  |  |  |  |  |
| US Open         | A                          | A                          | A                          | 2R                         | 2R                         | A                          | 0 / 2 | 2 – 2  |  |  |  |  |  |  |  |
|                 |                            |                            |                            |                            |                            |                            |       |        |  |  |  |  |  |  |  |
|                 |                            |                            |                            |                            |                            |                            | 0 / 8 | 11 – 8 |  |  |  |  |  |  |  |

## Finały turniejów WTA
| Legenda                | Legenda |
| ---------------------- | ------- |
| Wielki Szlem           |         |
| Igrzyska olimpijskie   |         |
| WTA Tour Championships |         |
| 1971 – 1987            |         |
| Virginia Slims Circuit |         |
| Grand Prix Series      |         |
| Colgate Series         |         |

### Gra pojedyncza 2 (1–1)
| Końcowy wynik | Nr | Data           | Turniej      | Nawierzchnia | Przeciwniczka    | Wynik finału  |
| ------------- | -- | -------------- | ------------ | ------------ | ---------------- | ------------- |
| Finalistka    | 1. | 13 lipca 1975  | Gstaad       | Ceglana      | Glynis Coles     | 7:9, 6:2, 6:8 |
| Zwyciężczyni  | 1. | 4 grudnia 1977 | Johannesburg | Twarda       | Brigitte Cuypers | 6:4, 6:1      |

### Gra podwójna 20 (16–4)
| Końcowy wynik | Nr  | Data                 | Turniej       | Nawierzchnia | Partnerka     | Przeciwniczki                        | Wynik finału  |
| ------------- | --- | -------------------- | ------------- | ------------ | ------------- | ------------------------------------ | ------------- |
| Zwyciężczyni  | 1.  | 2 czerwca 1973       | Surbiton      | Trawiasta    | Ilana Kloss   | Ann Kiyomura Peggy Michel            | 7:5, 6:2      |
| Zwyciężczyni  | 2.  | 25 listopada 1973    | Johannesburg  | Twarda       | Ilana Kloss   | Chris Evert Virginia Wade            | 7:6, 2:6, 6:1 |
| Finalistka    | 1.  | 17 maja 1975         | Bournemouth   | Ceglana      | Greer Stevens | Lesley Charles Sue Mappin            | 3:6, 3:6      |
| Zwyciężczyni  | 3.  | 14 czerwca 1975      | Beckenham     | Trawiasta    | Patti Hogan   | Judy Tegart Dalton Karen Krantzcke   | 3:6, 9:7, 7:5 |
| Zwyciężczyni  | 4.  | 13 lipca 1975        | Gstaad        | Ceglana      | Lea Pericoli  | Glynis Coles Belinda Thompson        | 7:5, 6:1      |
| Zwyciężczyni  | 5.  | 2 grudnia 1975       | Johannesburg  | Twarda       | Ilana Kloss   | Laura DuPont Sharon Walsh            | 4:6, 6:3, 6:3 |
| Zwyciężczyni  | 6.  | 6 maja 1976          | Amelia Island | Ceglana      | Ilana Kloss   | Kathy Kuykendall Valerie Ziegenfuss  | 6:3, 6:2      |
| Zwyciężczyni  | 7.  | 16 maja 1976         | Bournemouth   | Ceglana      | Ilana Kloss   | Lesley Charles Sue Mappin            | 6:3, 6:2      |
| Zwyciężczyni  | 8.  | 23 maja 1976         | Hamburg       | Ceglana      | Ilana Kloss   | Laura DuPont Wendy Turnbull          | 4:6, 7:5, 6:1 |
| Zwyciężczyni  | 9.  | 30 maja 1976         | Rzym          | Ceglana      | Ilana Kloss   | Virginia Ruzici Mariana Simionescu   | 6:1, 6:2      |
| Zwyciężczyni  | 10. | 15 sierpnia 1976     | Indianapolis  | Ceglana      | Ilana Kloss   | Laura DuPont Wendy Turnbull          | 6:2, 6:3      |
| Zwyciężczyni  | 11. | 11 września 1976     | US Open       | Ceglana      | Ilana Kloss   | Olga Morozowa Virginia Wade          | 6:1, 6:4      |
| Finalistka    | 2.  | 10 października 1976 | Phoenix       | Twarda       | Ilana Kloss   | Billie Jean King Betty Stöve         | 2:6, 1:6      |
| Finalistka    | 3.  | 12 grudnia 1976      | Melbourne     | Trawiasta    | Ilana Kloss   | Margaret Smith Court Betty Stöve     | 3:6, 0:6      |
| Zwyciężczyni  | 12. | 15 maja 1977         | Hamburg       | Ceglana      | Ilana Kloss   | Regina Maršíková Renáta Tomanová     | 2:6, 6:4, 7:5 |
| Zwyciężczyni  | 13. | 14 sierpnia 1977     | Indianapolis  | Ceglana      | Ilana Kloss   | Mary Carillo Wendy Overton           | 5:7, 7:5, 6:3 |
| Zwyciężczyni  | 14. | 21 sierpnia 1977     | Toronto       | Ceglana      | Ilana Kloss   | Rosie Casals Evonne Goolagong Cawley | 6:2, 6:3      |
| Zwyciężczyni  | 15. | 2 października 1977  | Palm Harbor   | Twarda       | Ilana Kloss   | Brigitte Cuypers Marise Kruger       | 6:7, 6:2, 6:2 |
| Finalistka    | 4.  | 30 października 1977 | San Juan      | Twarda       | Ilana Kloss   | Rosie Casals Billie Jean King        | 6:4, 2:6, 3:6 |
| Zwyciężczyni  | 16. | 4 grudnia 1977       | Johannesburg  | Twarda       | Ilana Kloss   | Brigitte Cuypers Marise Kruger       | 5:7, 6:3, 6:3 |

### Gra mieszana 2 (1–1)
| Końcowy wynik | Nr | Data            | Turniej      | Nawierzchnia | Partner          | Przeciwnicy                  | Wynik finału  |
| ------------- | -- | --------------- | ------------ | ------------ | ---------------- | ---------------------------- | ------------- |
| Finalistka    | 1. | 12 czerwca 1976 | French Open  | Ceglana      | Colin Dowdeswell | Ilana Kloss Kim Warwick      | 7:5, 6:7, 2:6 |
| Zwyciężczyni  | 1. | 4 grudnia 1977  | Johannesburg | Twarda       | Colin Dowdeswell | Ilana Kloss Sherwood Stewart | 6:4, 4:6, 7:5 |

## Występy w Turnieju Mistrzyń

### W grze podwójnej
| Rok         | Rezultat | Partnerka   | Przeciwniczki                | Wynik    |
| 1977 Toyota | Półfinał | Ilana Kloss | Françoise Durr Virginia Wade | 0:6, 6:7 |